# Bitwa pod Ottobolos
Bitwa pod Ottobolos – starcie zbrojne, które miało miejsce w roku 199 p.n.e.
W roku 199 p.n.e. wojska rzymskie pod wodzą konsula Sulpicjusza Galby wkroczyły w rejony Jezior Lichnitis i Prespańskiego, gdzie założyły obóz. Na wieść o nadejściu Rzymian Filip V na czele swoich wojsk pomaszerował na ich spotkanie i koło Jeziora Lichnitis stoczył z przeciwnikiem potyczkę kawaleryjską, w wyniku której śmierć poniosło 40 jego żołnierzy i 35 Rzymian.
Tymczasem w odległości półtora kilometra od obozu Rzymian Macedończycy rozbili obóz niedaleko miejscowości Atakos. Z obozu Filip wysyłał łuczników kreteńskich, iliryjskich oszczepników i jazdę lekką do nękania przeciwnika wychodzącego z obozu po furaż. Podjazdy Macedończyków spowodowały przeniesienie obozu rzymskiego 12 km dalej w okolice miasta Ottobolos, niedaleko jeziora Lichnitis (obecnie Jezioro Ochrydzkie). W momencie gdy Rzymianie opuścili obóz w poszukiwaniu żywności, Filip zaatakował całą jazdą i oddziałami lekkozbrojnych Kreteńczyków, którzy wybili Rzymian znajdujących się poza obozem. Konsul Galba rzucił wnet do pomocy jazdę i legionistów, którzy zaatakowali Macedończyków ustawionych w linii bojowej. Atak Rzymian został krwawo odparty a jazda macedońska rozpoczęła pościg za uciekającym przeciwnikiem. W tym momencie do walki włączyły się oddziały ciężkozbrojnej piechoty rzymskiej, spychając jazdę Filipa w kierunku pobliskich bagien. W ferworze walki Filip spadł z konia, został jednak szybko wyratowany przez jednego z żołnierzy, który oddając mu swojego konia, zginął chwilę później w walce. Król powrócił do obozu, a wieczorem używając fortelu polegającego na rozpaleniu ognisk w obozie wymknął się niepostrzeżenie ze swoim wojskiem pod Bruannion. Straty macedońskie poniesione w trakcie bitwy pod Ottobolos wyniosły 200 zabitych i 100 jeńców, straty Rzymian były dwukrotnie wyższe.